# Ghiacciaio Huntress
Il Ghiacciaio Huntress (in lingua inglese: Huntress Glacier) è un ghiacciaio antartico, lungo 7 km e largo 3,7 km, che fluisce verso l'imboccatura della False Bay sull'Isola Livingston, nelle Isole Shetland Meridionali, in Antartide.
È situato a est del Ghiacciaio Johnsons, a sudest del Ghiacciaio Contell e del Balkan Snowfield, a sud del Ghiacciaio Perunika, a sudovest del Ghiacciaio Huron e a nordovest del Ghiacciaio Macy. È delimitato a sudest dal Friesland Ridge e dai Monti Tangra, a nord da Nesebar Gap, Pliska Ridge, Burdick Ridge e Willan Nunatak, a nordovest da Charrúa Gap e Napier Peak.
La denominazione è stata assegnata nel 1958 dall'UK Antarctic Place-names Committee in onore del veliero statunitense Huntress di Nantucket che, al comando del capitano Christopher Burdick, aveva visitato le Isole Shetland Meridionali nel 1820–21 assieme al veliero Huron di New Haven.

## Localizzazione
Il ghiacciaio è posizionato alle coordinate 62°40′00″S 60°15′45″W. Mappatura britannica nel 1968, rilevazione topografica bulgara nel corso della spedizione Tangra 2004/05 e mappatura nel 2005 e 2009.

## Mappe
- L.L. Ivanov et al. Antarctica: Livingston Island and Greenwich Island, South Shetland Islands. Scale 1:100000 topographic map. Sofia: Antarctic Place-names Commission of Bulgaria, 2005.
- L.L. Ivanov.  Antarctica: Livingston Island and Greenwich, Robert, Snow and Smith Islands (JPG), su apcbg.org.. Scale 1:120000 topographic map. Troyan: Manfred Wörner Foundation, 2009. ISBN 978-954-92032-6-4
- L.L. Ivanov. Antarctica: Livingston Island and Smith Island. Scale 1:100000 topographic map. Manfred Wörner Foundation, 2017. ISBN 978-619-90008-3-0